# 健康管理検定
健康管理検定（けんこうかんりけんてい）は文部科学省が後援し、特定非営利活動法人日本成人病予防協会が認定する検定試験である。　健康管理検定は、文部科学省後援 健康管理能力検定の略称である。

## 概要
2015年開始。
本検定に関する教育の部分を一般財団法人全国健康管理検定協会、試験と認定の部分を特定非営利活動法人日本成人病予防協会が各々実施している。
体内時計の働きと仕組み、および「体内時計」が司る様々な体内リズムについての理解度を測ることを目的としており、1級から3級までの難易度ごとに3つのレベルがある。
文部科学省、「早寝早起き朝ごはん」全国協議会、一般財団法人生涯学習開発財団、独立行政法人国立青少年教育振興機構、公益社団法人日本PTA全国協議会の後援を受けている。

## 各級の基準

### 1級
健康管理士一般指導員
医療、福祉、企業、学校、地域などで健康管理の知識と予防医学の普及ができる。健康だけでなく、病気や医学に関する知識も要求される。
- 3級や2級同様に誰でも受験できるが、厚生労働大臣が指定する講座である「健康管理士一般指導員」の 通信教育講座を修了すると同一試験内で受験することができる。
- 合格者は文部科学省後援の検定資格が付与されるが、健康管理士一般指導員は登録申請すると取得できる。※期限付き
- 試験時間：90分
- すべての問題が択一式である2級や3級とは異なり、記述式の問題も出題される。

### 2級
健康リズムカウンセラー
職業レベルで、生活リズムを整え、美と健康についてのカウンセリングができる。主に概日リズムについて出題される。
- 試験時間：60分
- 試験方式：マークシート、択一式
- 受験制限は特になく、誰でも受験できる。また、3級との併願も可能である。

### 3級
生活リズムアドバイザー
日常生活の中で生活リズムを整える自己の健康知識、家族や身近な人へ美と健康のアドバイスができる。主に生活リズムについて出題される。
- 試験時間：40分
- 試験方式：マークシート、択一式
- 受験制限は特になく、誰でも受験できる。また、2級との併願も可能である。